# Herzogsburg (St. Veit an der Glan)

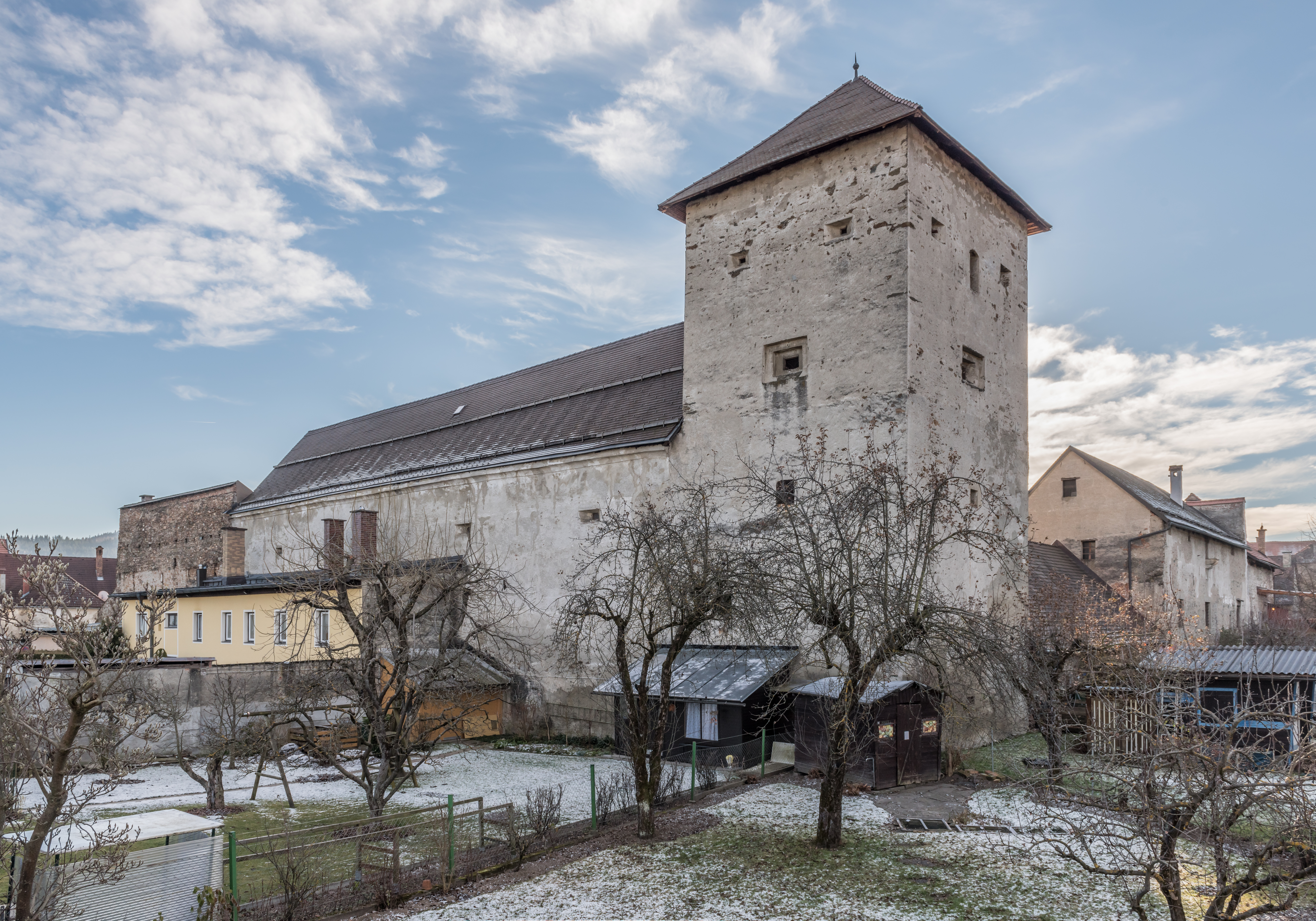
Herzogsburg (2016)

Die sogenannte Herzogsburg (oder auch Herzogburg) ist eine große hufeisenförmige Anlage im Verband der Stadtmauer in der Nordostecke der Altstadt von Sankt Veit an der Glan. Der Bau geht im Osttrakt und im Eckturm im Kern auf das 13. Jahrhundert zurück. Von 1523 bis 1529 wurde sie als landesfürstliches Zeughaus ausgebaut. Seit 1619 ist die Anlage im Privatbesitz.
Die Herzogsburg kann nicht die romanische Residenz des Kärntner Herzogs gewesen sein, da die Stadt damals noch auf den Bereich des oberen Platzes beschränkt war.

## Beschreibung

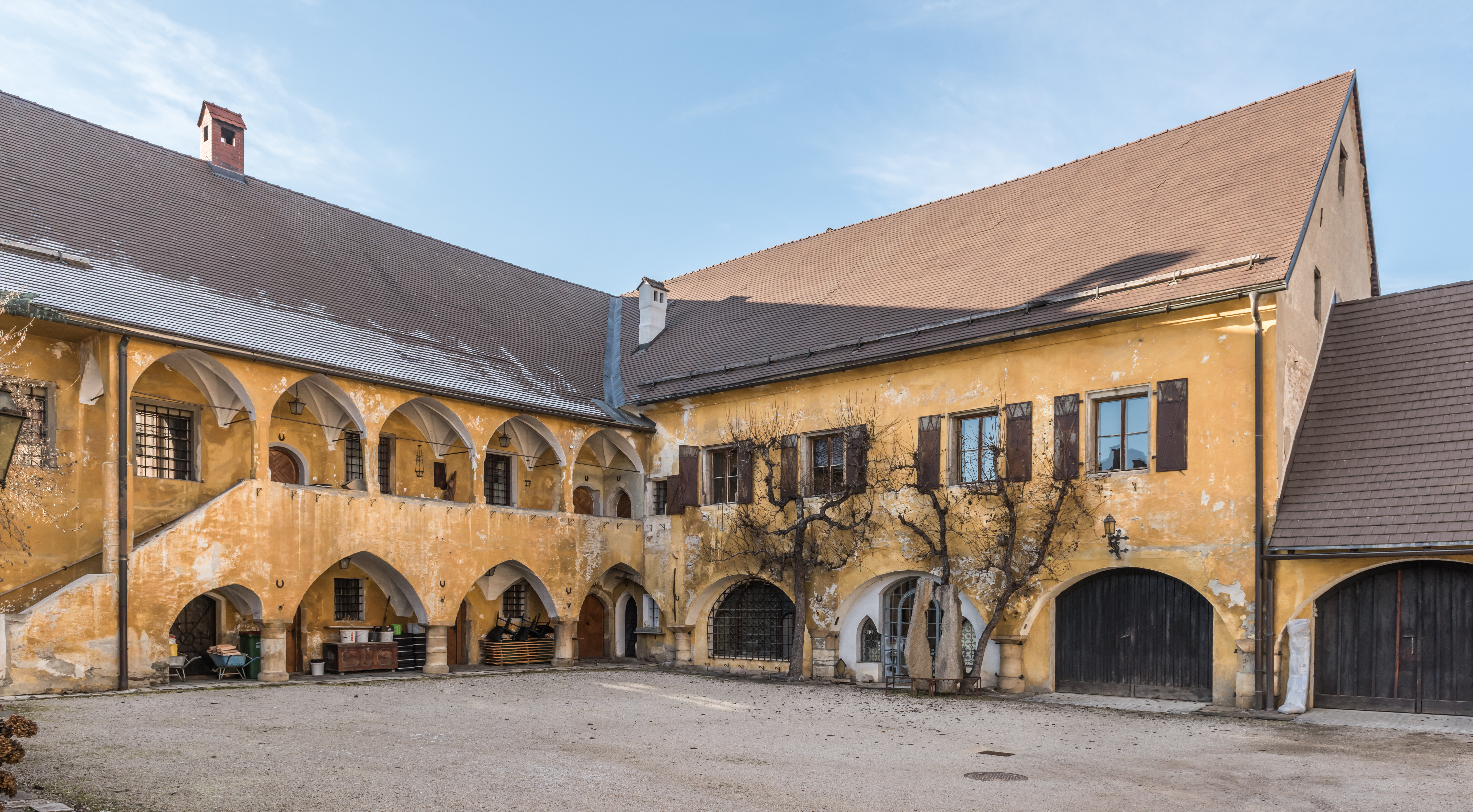
Wohnflügel

Der Osttrakt ist ein schlichter, dreigeschoßiger Bau mit einfach profilierten, gotischen Portalen, Türen und Fenstern. Die Sonnenuhr wurde 1529 gemalt. Der massive, fünfgeschoßige, quadratische Eckturm mit Schießluken wird von einem Pyramidendach bekrönt. Das Obergeschoß des anschließenden Nordtraktes ist teilweise eingestürzt. Im westlichen Wohnflügel sind doppelgeschoßige Arkaden mit gratigen Sterngewölben und einer Freitreppe erhalten. Alle Fenster und Türen haben abgefaste, spätgotische Steingewände und teilweise Eisentüren aus der Bauzeit. 

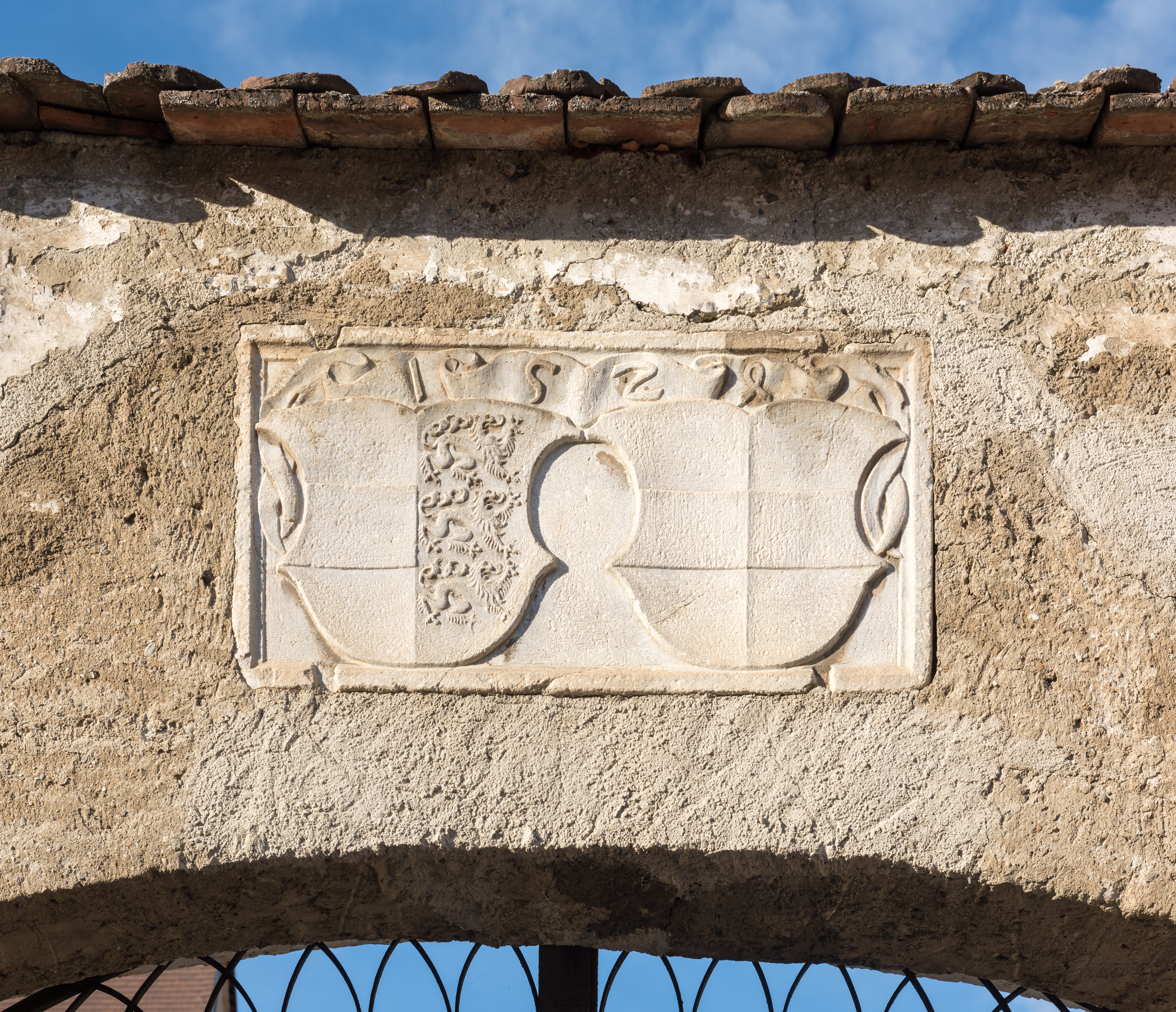
Relief über dem Hofportal, 1524

 Der Hof ist mit einer hohen Mauer gegen die Burggasse geschlossen. Über der Einfahrt ist ein Wappenstein mit Bindenschild und Kärntner Wappen von 1524 angebracht.
Im ersten Obergeschoß des Osttraktes war von 1948 bis zur Übersiedelung in das ehemalige Bürgerspital das 1886 gegründete St. Veiter Stadtmuseum untergebracht.

## Veranstaltungen in der Gegenwart
Die Burg beherbergte 60 Jahre lang das Stadtmuseum. Hier fanden Podiumsdiskussionen u. a. mit Peter Turrini, Peter Handke, H. C. Artmann, Arnulf Rainer, Hans Hollein, Thomas Bernhard und Günther Nenning als Diskussionsteilnehmer statt. Daraus entwickelte sich der spätere Club 2 im ORF. In den 60ern wurde die Burg als Filmkulisse entdeckt, der „Der Pastor mit der Jazztrompete“ wurde in St. Veit gedreht.
Anfang der 2000er Jahre entstanden die Burgkulturtage mit jährlichen Open Airs und internationalen Größen, die tausende Besucher anlockten. Musiker wie Bob Geldof, Jeff Beck, Eric Burdon, Rebekka Bakken, Miller Anderson, Chris Jagger, Roger Chapman, Opus, Russkaja, Willi Resetarits u. v. m., traten dabei auf.
Im Jahr 2005 entstand im Osttrakt, über zwei Geschoße und einem Ausmaß von rund 500 m² die Galerie Herzogburg. Internationale Künstler wie Franz West, Bruno Gironcoli und Alfred Hrdlicka wurden durch den künstlerischen Leiter, den Bildhauer Andres Klimbacher und der Burgfrau Astrid Panger gezeigt.
Die Burg im Osttrakt kann gemietet werden. Der bewohnte Westtrakt wird für Film- und Fotografie Kulissen bereitgestellt.